# ADK Corporation
ADK Corporation (株式会社エーディーケイ Kabushiki Kaisha ADK?), anteriormente conocido como Alpha Denshi Corporation (アルファ電子株式会社?) fue un desarrollador de videojuegos japonés fundado en 1980. ADK comenzó como desarrollador de juegos de arcade y es conocido por su biblioteca de títulos para Neo Geo de SNK, incluidas sus consolas domésticas, producidos en asociación con SNK. Los más notables entre ellos son sus juegos de lucha y, en particular, la serie World Heroes. La compañía cerró con propiedades vendidas a SNK Playmore en 2003.

## Historia

### Primeros años
ADK fue fundada en julio de 1980 en Ageo, Saitama, Japón. En ese momento, era conocida como Alpha Denshi o Alpha para abreviar. Originalmente productora de equipos de audio y telecomunicaciones, Alpha se aventuró en videojuegos en 1980 con dos juegos arcade: Dorachan (ドラちゃん) de Craul Denshi y Shogi de Tehkan (将棋), un juego de ajedrez japonés básico. Dorachan fue retirado del mercado poco después del lanzamiento debido al uso sin licencia del personaje ficticio Doraemon.
A pesar de un comienzo poco propicio, Alpha continuó desarrollando juegos arcade en 1981. Janputer (ジャンピュータ), publicado por Sanritsu Giken Corp., fue uno de los primeros títulos de Mahjong y ayudó a Alpha a establecerse en la industria. Ese mismo año, Craul Denshi lanzó Crush Roller (Make Trax) de Alpha, un juego de laberinto similar al Pac-Man. En 1982, Alpha pudo financiar su propio desarrollo independiente de Talbot, otro juego de laberinto, cuyas licencias de distribución otorgaron a Volt Electronics. En 1983, Alpha se expandió a los juegos deportivos autopublicando Exciting Soccer y dos títulos de Champion Baseball para Sega. Alpha produciría varios juegos más para Sega hasta mediados de la década de 1980 mientras continuaba publicando otros por su cuenta.

### Asociación con SNK
Alpha Denshi comenzó a desarrollar juegos casi exclusivamente para hardware de SNK en 1987. En 1990, SNK estaba desarrollando una nueva plataforma de videojuegos unificada para el hogar y las salas de juego. Alpha fue un socio cercano en el proceso y contribuyó con gran parte del diseño de hardware para lo que eventualmente se convertiría en Neo Geo. La línea de lanzamiento de arcade de Neo Geo de 1990 incluía dos títulos Alpha: Magician Lord y Ninja Combat. Más tarde, Magician Lord también se incluyó como parte de un paquete junto a la consola doméstica Neo Geo AES.
En 1992, tras la revitalización del género de juegos de lucha liderada por Street Fighter II de Capcom, Alpha desarrolló World Heroes con la ayuda de SNK. Vendió más de 200,000 copias ese año, y su popularidad rápidamente generó múltiples secuelas. En 1993, Alpha Denshi acortó su nombre a ADK, abreviatura de Alpha Denshi Kabushiki gaisha (japonés para "corporación"). Poco después, ADK aceptó convertirse en un desarrollador exclusivo para SNK. En 1994, SNK lanzó la versión basada en CD-ROM de Neo Geo, la Neo Geo CD. ADK pronto comenzó a migrar su biblioteca existente a la nueva plataforma. Además, ADK desarrolló tres nuevos títulos exclusivos para el CD de Neo Geo: Crossed Swords II, ADK World y ZinTrick.
A fines de la década de 1990, las nuevas consolas de quinta generación con gráficos 3D y CD de audio se estaban volviendo más populares entre los consumidores y un objetivo atractivo para los desarrolladores de videojuegos. Aún bajo contrato exclusivo, a ADK solo se le permitió desarrollar dos conversiones a Sega Saturn: World Heroes Perfect y Twinkle Star Sprites, ambas publicadas por SNK. Mientras tanto, SNK lanzó las portátiles Neo Geo Pocket y Pocket Color en 1998 y 1999. ADK desarrolló solo ocho títulos para esta plataforma que fue empequeñecida en ventas por la Game Boy Color de Nintendo y duró menos de tres años.
Durante este mismo tiempo, el desarrollador Miraisoft lanzó dos juegos de Sony PlayStation incluyendo a ADK en los créditos. Esto despertó sospechas en ese momento porque Miraisoft estaba oficialmente catalogada como una "empresa afiliada" de ADK y esta todavía estaba bajo un contrato exclusivo con SNK y no podía lanzar los juegos de PlayStation por sí misma. Si bien no se anunció públicamente ningún vínculo entre las dos compañías, se sospecha que ADK utilizó la marca afiliada para eludir los términos de SNK. En cualquier caso, ADK continuó desarrollando juegos de Neo Geo hasta 2001 cuando SNK se declaró en bancarrota.

### Últimos años
ADK ya enfrentaba dificultades financieras y había reducido su fuerza laboral antes de la desaparición de SNK. En 2000, ADK lanzó su último videojuego, Dynamite Slugger, y se centró principalmente en el desarrollo de contenido para dispositivos móviles japoneses basados en i-mode. Se desarrolló una variedad de contenidos que abarcan sitios informativos, de redes social y mascotas virtuales. Sin embargo, ADK no pudo revertir su suerte y finalmente se declaró en bancarrota en 2003. Para entonces, la sucesora de SNK, SNK Playmore, ya se había establecido y estaba produciendo videojuegos de manera activa. Poco después de la bancarrota, SNK Playmore compró las propiedades intelectuales cedidas de ADK.

### Legado
Hasta el día de hoy, los personajes de ADK aparecen ocasionalmente en los juegos SNK Playmore. Primero, en 2005, SNK lanzó una secuela de Twinkle Star Sprites de ADK, llamada Twinkle Star Sprites - La Petite Princesse para PlayStation 2. En ese mismo año, apareció Neo Geo Battle Coliseum, un juego de consola y arcade con varios personajes de franquicias como World Heroes y Aggressors of Dark Kombat. En 2008, SNK lanzó una recopilación de cinco títulos clásicos ADK Neo Geo para la PlayStation 2 titulado ADK Tamashii (ADK 魂) (lit. "ADK Spirits").

## Lista de productos
A continuación se enumeran los títulos desarrollados por ADK por plataforma de lanzamiento más temprano. También se señalan los editores de terceros.

### Juegos de arcade tempranos
- Dorachan (1980, Craul Denshi)
- Shogi (1980, Tehkan)
- Janputer (1981, Sanritsu Giken)
- Jump Bug (1981, contratado por Hoei Sangyo, publicado por Sega)
- Crush Roller / Make Trax (1981, Craul Denshi)
- Talbot (1982)
- Exciting Soccer (1983)
- Champion Baseball (1983, Sega)
- Champion Baseball II (1983, Sega)
- Bull Fighter (1984, Sega)
- Equites (1984, Sega)
- Exciting Soccer II (1985)
- High Voltage (1985)
- Perfect Janputer (1985)
- The Koukou Yakyū (lit. "The High School Baseball") (1985)
- Splendor Blast (1985)
- Super Stingray (1986, Sega)
- Kyros No Yakata / Kyros (1986)
- Time Soldiers / Battle Field (1987, SNK)
- Sky Soldiers (1988, SNK)
- Gang Wars (1989, SNK)
- Sky Adventure (1989, SNK)
- Super Champion Baseball (1989, SNK) [formalmente titulado como Kaettekita Champion Baseball]

### NES
- STED: Iseki Wakusei no Yabou (1990, K Amusement Leasing/KAC[9])

### Neo Geo
- Magician Lord (1990, SNK)
- Ninja Combat (1990, SNK)
- Sun Shine / Block Paradise (1990, inédito)
- Blue's Journey / Raguy (1991, SNK)
- Thrash Rally (1991, SNK, Rally Chase en NGCD)
- Crossed Swords (1991, SNK)
- Fun Fun Bros. (1991, inédito)
- Mystic Wand (1991, inédito)
- Ninja Commando (1992, SNK)
- World Heroes (1992, asistido y publicado con SNK)
- World Heroes 2 (1993, asistido y publicado con SNK)
- Aggressors of Dark Kombat (1994, SNK)
- World Heroes 2 Jet (1994, SNK)
- Shōgi no Tatsujin: Master of Syougi (1995, SNK)
- World Heroes Perfect (1995, SNK)
- Ninja Master's: Haō Ninpō Chō (1996, SNK)
- Over Top (1996)
- Twinkle Star Sprites (1996, SNK)
- Dance RhythMIX (2002, inédito)

### Neo Geo CD
Todos los títulos de Neo Geo lanzados también fueron portados al Neo Geo CD.
- Crossed Swords II (1995)
- ADK World (1995)
- ZinTrick (1996, SNK)

### Hyper Neo Geo 64
- Beast Busters: Second Nightmare (1998, SNK)

### PlayStation
- Treasure Gear (1997, como Miraisoft)
- Star Monja (1998, como Miraisoft, publicado por GMF)

### Neo Geo Pocket
- Melon Chan no Seichō Nikki ("Melon-chan's Growth Diary") (1998, SNK)
- Shōgi no Tatsujin: Master of Syougi (1998, SNK)

### Neo Geo Pocket Color
- Crush Roller (1999, SNK)
- Dokodemo Mahjong (1999, SNK)
- Neo Poke Pro Yakyū (1999, SNK)
- Party Mail (1999, SNK)
- Shōgi no Tatsujin: Master of Syougi Color (1999, SNK)
- Dynamite Slugger (2000, SNK)